# Dolichopeza (Dolichopeza) zborowskii
Dolichopeza (Dolichopeza) zborowskii is een tweevleugelige uit de familie langpootmuggen (Tipulidae). De soort komt voor in het Australaziatisch gebied.